# Thelepus cincinnatus
Thelepus cincinnatus är en ringmaskart som först beskrevs av Fabricius 1780.  Thelepus cincinnatus ingår i släktet Thelepus och familjen Terebellidae. Arten är reproducerande i Sverige. Utöver nominatformen finns också underarten T. c. profundus.